# Poisson sanglant
Poisson sanglant (Spookyfish en version originale) est le quinzième épisode de la deuxième saison de la série animée South Park, ainsi que le 28e épisode de l'émission.

## Synopsis
Comme chaque mois, Sharon Marsh reçoit la visite de sa tante Flo. Cette dernière offre un poisson rouge à Stan. Mais le jeune garçon découvre qu'il s'agit en réalité un poisson tueur venant d'un univers parallèle démoniaque. L'animal réalise une série de meurtres, ce qui oblige Sharon à enterrer les corps dans le jardin, convaincue qu'ils sont l’œuvre de son fils.
Le poisson n'est toutefois pas le seul à avoir voyagé entre les univers : un « jumeau maléfique » de Cartman arrive à South Park. Contrairement à son homologue, ce Cartman se montre bon et poli, si bien que Stan et Kyle se mettent à le préférer à « leur » Cartman, odieux et grossier.